# Cratere Pau
Pau  è un cratere sulla superficie di Marte.